# Darīnām
Darīnām (persiska: باب نم, Bāb Nem, درينام) är en ort i Iran.   Den ligger i provinsen Kerman, i den sydöstra delen av landet, 900 km sydost om huvudstaden Teheran. Darīnām ligger 2 709 meter över havet och antalet invånare är 335.
Terrängen runt Darīnām är kuperad åt sydväst, men åt nordost är den platt.Runt Darīnām är det glesbefolkat, med 17 invånare per kvadratkilometer. Närmaste större samhälle är Darb-e Behesht, 9,5 km nordväst om Darīnām. Omgivningarna runt Darīnām är i huvudsak ett öppet busklandskap.